# Jiyuan (1883)
Jiyuan (chiń. upr. 济远; chiń. trad. 濟遠; pinyin Jìyuàn), później Saien – chiński krążownik pancernopokładowy z końca XIX wieku, zbudowany w stoczni Vulcan w Szczecinie jako pojedynczy okręt. Znany także w literaturze pod nazwami w starszej transkrypcji: „Tsi Yuen” lub „Chi Yuen”. Zdobyty w czasie wojny chińsko-japońskiej, służył później we flocie japońskiej jako „Saien”. Zatonął w 1904 roku podczas wojny rosyjsko-japońskiej na minach.
Jego wyporność wynosiła ok. 2300 ton, a napędzały go maszyny parowe, pozwalające na rozwijanie prędkości 15 węzłów. Główne uzbrojenie stanowiły dwa ciężkie działa kalibru 210 mm we wspólnej barbecie i jedno działo kalibru 150 mm.

## Budowa
Na przełomie lat 70/80. XIX wieku Chiny zaczęły zamawiać nowoczesne okręty w stoczniach europejskich w związku z rozwojem chińskich sił zbrojnych w ramach polityki tzw. samoumocnienia. Początkowo były to przede wszystkim okręty przodujących na świecie stoczni brytyjskich, w tym najbardziej zaawansowane z nich dwa małe krążowniki typu Chaoyong projektu Rendela; szybkie i przenoszące ciężkie działa, lecz praktycznie nieopancerzone. Według wersji spotykanej w literaturze, Wielka Brytania, chcąc uniknąć zadrażnień z Rosją, była jednak niechętna wobec sprzedaży Chinom silniejszych jednostek, wobec czego swoją ofertę zaproponowały stocznie niemieckie. Nie potwierdzają tego jednak inne opracowania, według których stocznie brytyjskie były gotowe dalej budować okręty dla Chin, a przyczyny czasowej rezygnacji z oferty brytyjskiej i nawiązania współpracy z niemiecką stocznią Vulcan w Szczecinie są niejasne. W stoczni tej Chiny zamówiły najpierw w latach 1880–81 budowę dwóch pancerników typu Dingyuan. Z przyczyn finansowych, zamiast trzeciego pancernika, zamówiono następnie w tej samej stoczni budowę tańszego krążownika, który otrzymał nazwę „Jiyuan”. Nazwa okrętu oznaczała „niosący pomoc”. Spotykane są w literaturze starsze transkrypcje nazwy: najczęściej Tsi Yuen, także Chi Yuen, Chi Yuan, Ch′i-Yüan, Tche-Yuen.
Kontrakt na budowę chiński ambasador Li Fengbao podpisał ze stocznią 17 lutego 1883 roku. Oprócz ogólnego określenia wielkości i charakterystyk okrętu, opracowanie projektu powierzono stoczni Vulcan, której głównym projektantem był Rudolph Haack. W tym okresie koncepcja krążownika pancernopokładowego dopiero się kształtowała na świecie i pierwszym nowoczesnym okrętem tej klasy była budowana w tym czasie w Wielkiej Brytanii „Esmeralda”. Z braku wcześniejszego doświadczenia stoczni niemieckich w konstruowaniu okrętów tej klasy, wyrażane są opinie, że za punkt wyjścia do projektowania posłużył powiększony i wysmuklony projekt kanonierki pancernej typu Wespe, przy czym zastosowano inny schemat opancerzenia z pełnym pokładem pancernym. Skutkowało to między innymi niewielką jak na krążownik prędkością. Mimo to, był on pierwszym z nowoczesnych krążowników zbudowanych dla marynarki chińskiej, nie licząc dwóch wcześniejszych małych i słabo opancerzonych okrętów typu Chaoyong. Był on zarazem pierwszym krążownikiem z pełnym pokładem pancernym zbudowanym w Niemczech i wywarł wpływ na dalsze projektowanie niemieckich okrętów tej klasy, począwszy od „Irene”. Koszt okrętu wyniósł 686 204 taeli (3,117 mln marek).
Stępkę pod budowę okrętu położono 16 stycznia 1883 roku, na pochylni zwolnionej w listopadzie 1882 przez pancernik „Zhenyuan”. Kadłub zwodowano 1 grudnia 1883 roku. Okręt rozpoczął próby morskie 19 sierpnia 1884 roku. Mimo to, jeszcze prawie 10 miesięcy spędził w Niemczech na próbach i wyposażaniu, gdyż zgodnie z cichym porozumieniem z Francją, strona niemiecka wstrzymywała przekazanie Chińczykom okrętów, które mogły wpłynąć na przebieg wojny chińsko-francuskiej (1884–1885). Dopiero 22 czerwca 1885 roku krążownik wypłynął ze Szczecina do Kilonii, gdzie przeprowadzono próby prędkości.

## Opis

### Uzbrojenie

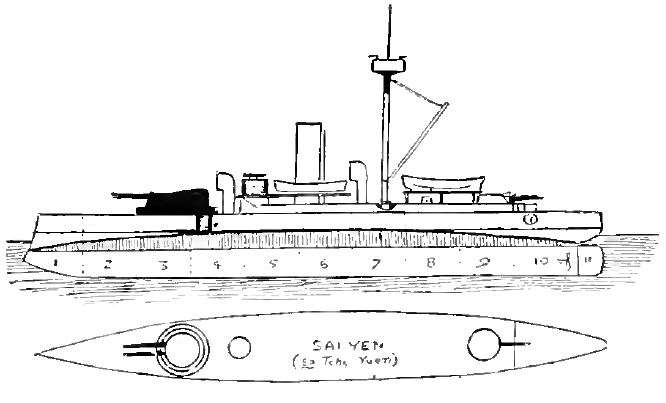
Schemat uzbrojenia i opancerzenia krążownika „Saien”

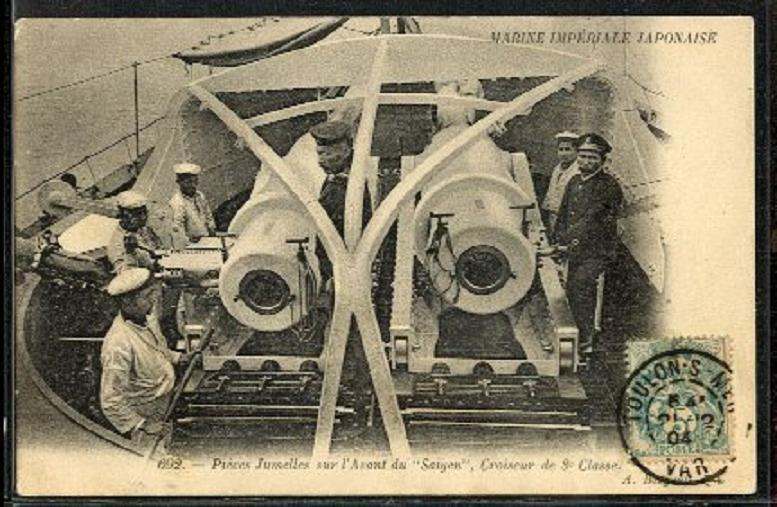
Działa 210 mm w barbecie od tyłu

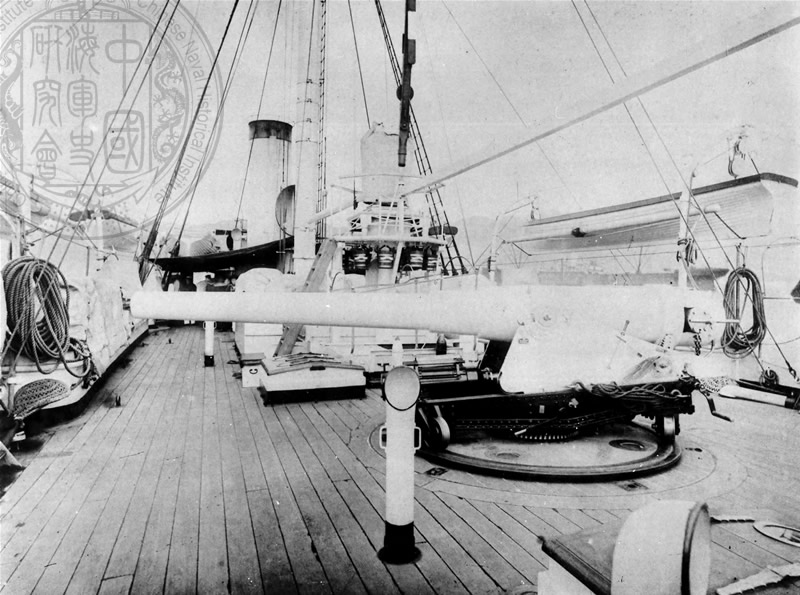
Rufowe działo 150 mm

Okręt był krążownikiem pancernopokładowym, z silną i dobrze opancerzoną, lecz nieliczną artylerią główną. Zgodnie z ówczesną krótkotrwałą doktryną umieszczania możliwie największych dział na stosunkowo niewielkich jednostkach, był uzbrojony w parę odtylcowych armat Kruppa kalibru 21 cm (rzeczywisty kaliber 209,3 mm). Armaty umieszczone były we wspólnej pancernej barbecie na pokładzie dziobowym przed nadbudówką, zakrytej od góry lżejszą obrotową osłoną. Większość publikacji podaje długość ich luf jako 35 kalibrów (L/35), lecz były to prawdopodobnie lżejsze działa o długości lufy 22 kalibry (masa działa 10 ton) albo 30 kalibrów (masa 12,5 ton). Armata L/22 strzelała pociskami o masie 79 kg (burzące) lub 98,5 kg (przeciwpancerne).  Szybkostrzelność wynosiła około 1 strzał na 2 minuty.
Artyleria średnia ograniczała się do jednej odtylcowej armaty kalibru 15 cm Kruppa model 1880 umieszczonej na rufie. Było to działo odtylcowe typu BL – o niskiej szybkostrzelności. Długość lufy wynosiła L/35, masa działa 4,5 t, a masa pocisku 45,4–50,8 kg. Jej donośność wynosiła ok. 7 km, a szybkostrzelność 1,5 strz./min. Źródła są rozbieżne w zakresie artylerii pomocniczej, którą stanowiły pierwotnie tylko wielolufowe działka małokalibrowe (kartaczownice). W źródłach rosyjskich z lat 80. XIX wieku istniały informacje o 9 działkach wielolufowych – czterech 47 mm i pięciu 37 mm Hotchkiss, względnie tylko sześciu działkach 37 mm. Według almanachu Brassey’s z 1895 roku, dopiero po bitwie pod Pungdo okręt otrzymał dwa działa szybkostrzelne 50 mm Gruson, i łącznie z 9 niesprecyzowanymi kartaczownicami, taki był stan uzbrojenia podczas bitwy pod Jalu. Inne źródła z epoki mówią o czterech działach kalibru 50 mm i dwóch kartaczownicach (być może był to stan z chwili zdobycia przez Japończyków). Liczne późniejsze publikacje wymieniają na uzbrojeniu cztery działa kalibru 57 mm, 70 mm lub 75/76 mm.
Uzbrojenie uzupełniały cztery stałe wyrzutnie torpedowe kalibru 15 cali (381 mm): jedna podwodna w stewie dziobowej  i trzy nadwodne w kadłubie na samej rufie, w tym jedna skierowana do tyłu i dwie na burty. Według nielicznych autorów, wyrzutnie torped były jednak zapewne niemieckie, systemu Schwarzkopfa, kalibru 350 mm.

### Opancerzenie
Barbeta miała pancerz o grubości 250 mm (9,8 cala) typu compound (warstwowy stalowo–żelazny). Górna osłona dział miała grubość pancerza 51 mm (2 cale). Kadłub był chroniony tylko przez wewnętrzny pokład pancerny o kształcie skorupy grubości 75 mm. Ponadto opancerzona przeciw odłamkom pancerzem 30 mm była wieża dowodzenia.

### Konstrukcja
Wyporność normalna okrętu była określona na 2300 ton angielskich (2337 ton). Spotykana jest też wartość 2363 ton lub 2440 ton (być może w służbie japońskiej). Kadłub był stalowy. Długość między pionami wynosiła 236 stóp (71,9 m), na linii wodnej 246 stóp (75 m), natomiast całkowita jest nieznana. Szerokość wynosiła 34,5 stóp (10,5 m). Okręt był gładkopokładowy, z niewielką nadbudówką i pojedynczym kominem na śródokręciu, w przybliżeniu pośrodku długości. Stewa dziobowa była taranowa, a rufa w formie krążowniczej. Okręt miał jeden maszt z marsem bojowym i bomem do obsługi łodzi, usytuowany za kominem. Jedynie początkowo był wyposażony w dwa dodatkowe maszty i ożaglowanie pomocnicze, lecz zostały one usunięte po rejsie do Chin.

### Napęd
Napęd stanowiły dwie poziome maszyny parowe typu compound (podwójnego rozprężania), poruszające dwie śruby. Parę dostarczało sześć kotłów cylindrycznych, zwróconych paleniskami po trzy w stronę dziobu i rufy, z których spaliny odprowadzał wspólny komin (istniały rozbieżności w źródłach co do liczby kotłów). Moc kontraktowa wynosiła 2800 KM (indykowana), a prędkość 15 węzłów. Na próbach okręt rozwinął prędkość 16 węzłów. Zapas węgla wynosił około 230 t normalny i 400 t maksymalny. Zasięg podawany jest tylko jako przybliżony: 1000 Mm. Załoga podawana była w służbie chińskiej na 180 osób, a w służbie japońskiej na 200–254 lub 226, w tym 22 oficerów.

## Służba

### We flocie chińskiej

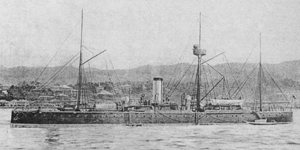
„Jiyuan” z pomocniczym ożaglowaniem, 1884–1885

3 lipca 1885 roku, wraz z pancernikami, krążownik wyruszył do Chin z Kilonii z niemiecką załogą i pod niemiecką banderą handlową, przez Morze Śródziemne. Trzy tygodnie w sierpniu spędził na Malcie z powodu problemów z zasilaniem wodą kotłów, usuniętych z pomocą przysłanego inżyniera stoczni. 25 października przybył do Hongkongu, a 31 października do Szanghaju. Z końcem października został formalnie przekazany stronie chińskiej w Dagu i wszedł w skład floty Beiyang. Wobec nieukończenia portu w Lüshun okręty spędziły zimę w Szanghaju. Od czerwca do sierpnia 1886 roku „Jiyuan” w składzie eskadry głównych sił został wysłany w rejs propagandowy do Japonii, Korei i Władywostoku w Rosji. W 1889 roku okręt ćwiczył w składzie drugiego dywizjonu floty pod Weihai, po czym, po dokowaniu w Hongkongu w grudniu, na wiosnę 1890 roku wziął udział w kilkumiesięcznym rejsie z czterema innymi okrętami do Singapuru i Manili.
W czerwcu 1894 roku, wobec narastającego konfliktu z Japonią o Koreę, okręt został wysłany do eskortowania statków transportujących chińskie posiłki do Asanu. 25 lipca, niedługo po opuszczeniu Asan, w towarzystwie kanonierki torpedowej „Guangyi”, natknął się na trzy japońskie krążowniki („Yoshino”, „Naniwa” i „Akitsushima”). Nie jest do końca jasne czy „Jiyuan” słabo manewrował (być może uszkodzeniu uległa maszyna sterowa), czy rzeczywiście zachowywał się nazbyt agresywnie, ale jego manewry zostały odczytane jako próba ataku torpedowego i Japończycy otworzyli ogień, rozpoczynając pierwsze starcie wojny chińsko-japońskiej. Według powielanej później przez propagandę japońską wersji starcia, chiński krążownik miał wystrzelić pierwszy torpedę, co nie jest prawdopodobne.
Chiński okręt nie był gotowy do walki. Pierwsza salwa trafiła w słabo opancerzone stanowisko dowodzenia, zginęło dwóch oficerów, natomiast dowódca nie został ranny. Pocisk wybuchł pod barbetą, wyłączając z akcji jedno z dział 210 mm, po czym trafiona została sama barbeta, a jej obsada zginęła lub została ranna. Pozbawiony głównych dział, z rozbitymi nadbudówkami i kominem, komandor Fang Baiqian (według starszej transkrypcji Fang Pai-chien) podjął decyzję o wycofaniu się. Podczas ucieczki, pocisk z rufowego działa  trafił mostek krążownika „Yoshino”, nie wyrządzając większych szkód. Trafienie w jeden z krążowników zgłaszali też artylerzyści kanonierki „Guangyi”, co jest możliwe, bo „Yoshino” miał być trafiony dwukrotnie. Według referatu japońskiego lekarza, pocisk kalibru 150 mm, po uderzeniu w nadbudówkę wpadł do kotłowni, jednak nie wybuchł i nikogo nie ranił. Istniały też relacje o rozbiciu drugim pociskiem kabiny nawigacyjnej na „Yoshino”. „Jiyuan” dotarł do Weihaiwei poważnie postrzelany, mając na pokładzie 16 zabitych, w tym trzech oficerów, i 25 rannych. Za opuszczenie dwóch pozostałych okrętów chińskich kpt. Fang został skazany na śmierć, dano mu jednak szansę na wykazanie się w przyszłych starciach. Według jednak ówczesnych opinii, jego okręt nie mógł już skutecznie walczyć i zapewne zostałby zatopiony lub wpadł w ręce japońskie. Uszkodzenia okrętu, chociaż rozległe, ograniczały się do nadbudówek, burt i pomieszczeń nad pokładem pancernym, a podwodną część kadłuba i maszyny zabezpieczył pancerny pokład. Po naprawach w Lüshun krążownik był w stanie dołączyć do eskadry już 7 sierpnia. Prawdopodobnie wtedy także przemalowano go na jednolicie szary kolor. Według niektórych źródeł, dopiero wtedy okręt otrzymał dwa lekkie działa kalibru 50 mm.
17 września wrogie floty starły się u ujścia rzeki Jalu. „Jiyuanowi” wyznaczono skrajną pozycję na lewym skrzydle chińskim, ale zajmował ją niedługo, bo zaraz na początku uciekł z pola walki. Jedynym „osiągnięciem” okrętu było zderzenie się z płonącym  krążownikiem „Chaoyong”, zakończone jego zatonięciem na płytkiej wodzie. „Jiyuan” lekko uszkodzony, dotarł następnego dnia do Lüshun. Dowódca okrętu, po powrocie reszty floty, został powtórnie skazany i ścięty za tchórzostwo. Twierdził co prawda (w czym popierali go niektórzy oficerowie), że okręt był ciężko uszkodzony i nie nadawał się do akcji, lecz amerykański dowódca pancernika „Zhenyuan”, Philo McGiffin, zapisał, że jego osobista inspekcja krążownika wykazała uszkodzenie jedynie rufowego działa 150 mm. Na krążowniku było trzech zabitych podczas bitwy.

### We flocie japońskiej

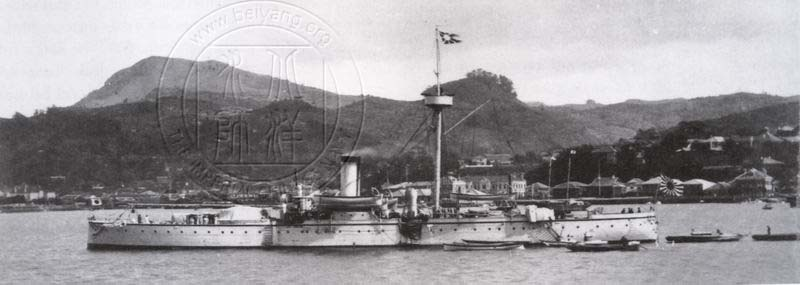
„Saien” w Kure

Po klęsce pod Yalu flota chińska udała się do bazy w Weihaiwei. Po dwutygodniowym oblężeniu twierdza poddała się w lutym 1895 roku, a okręty zostały przejęte przez flotę japońską. „Jiyuan”, przemianowany na „Saien” (zmiana dotyczyła wyłącznie sposobu odczytywania tych samych znaków chińskich), w 1895 roku zdołał jeszcze wziąć udział w ataku na Kaohsiung, będąc obecnym przy ostrzale tamtejszych baterii nadbrzeżnych.
Wartość bojowa zdobyczy oceniana była nisko. Przyporządkowany jako krążownik 3. klasy, około 1898 roku został zmodernizowany, lekką artylerię wymieniono na 8 dział 47 mm Hotchkiss, zmieniono też wyrzutnie torped na osiemnastocalowe (450 mm). Brał udział w blokadzie Port Artur podczas wojny rosyjsko-japońskiej. Był przydzielony do 7. Dywizjonu III Eskadry, grupującej starsze okręty. Dowódcą był komandor porucznik K. Tajima. 30 listopada 1904 roku wszedł na minę, postawioną tydzień wcześniej przez kuter z pancernika „Pierieswiet” lub „Pobieda” i zatonął na pozycji 38°51′N 121°05′E/38,850000 121,083333. Zginęło 38 członków załogi, w tym dowódca.

### Wrak
W 1982 roku nurkowie marynarki wojennej ChRL odnaleźli wrak „Saiena” i wydobyli rufowe działo 150 mm, ustawione następnie jako pomnik. Rozważano wydobycie całego okrętu, lecz nie okazało się to możliwe. W 1986 i 1988 roku wydobyto dalsze przedmioty, w tym działa 210 mm – łącznie 123 przedmioty przekazane do Muzeum Wojny Japońsko-Chińskiej w Weihai. Wrak leżał na głębokości 40 m, na pozycji 38°50′30″N 123°04′05″E/38,841667 123,068056.